# Joseph Franciscus de Bast
Joseph Franciscus de Bast (gedoopt op 5 april 1752 te Gent – aldaar, 26 maart 1805) was griffier van de Staten van Vlaanderen en speelde in die hoedanigheid een belangrijke rol tijdens de Brabantse Omwenteling. Als griffier verkondigde hij  op 4 januari 1790 op de Vrijdagmarkt te Gent het Manifest van de provintie van Vlaenderen, de onafhankelijkheidsverklaring van het graafschap Vlaanderen, geschreven door Karel Jozef de Graeve en Jan Jozef Raepsaet samen met zijn broer pastoor Maarten de Bast.
In 1789 werd hij schepen van de Keure te Gent. In 1793, tijdens de tweede Oostenrijkse restauratie, werd hij opnieuw schepen van de Keure. In 1798 werd hij de eerste voorzitter van de nieuw opgerichte rechtbank van koophandel in Gent. Van 1800 tot 1804 zat hij er eveneens in de gemeenteraad.
Hij huwde Isabella Josepha Fraeys, geboren  1759, en zij kregen 7 kinderen. Zijn zoon Joseph François de Bast (1781–1847) werd in 1817 burgemeester van Mariakerke (Gent).